# Pape Badji
Abdou Pape Badji (Dakar, 4 april 1992) is een Senegalees basketballer.

## Carrière
Badji maakte zijn profdebuut voor de Zwitserse eersteklasser SAV Vacallo waar hij twee seizoenen speelde. Van 2012 tot 2015 speelde hij voor Union Neuchâtel. Met Neuchâtel won hij in 2013 de beker van Zwitserland en in 2014 de SBL Cup. In 2015 maakte hij de overstap naar reeksgenoot SAM Massagno waar hij een seizoen speelde. In 2016 maakte hij de overstap naar de Belgische competitie en speelde twee seizoenen voor de Belgische eersteklasser Kangoeroes Willebroek.
In 2018 verliet hij Willebroek en tekende bij de Franse eersteklasser Châlons-Reims, veel speelde hij niet voor de club door een langdurige blessure. Voor het seizoen 2019/20 tekende hij bij de Franse tweedeklasser Poitiers Basket, hij verliet de club echter al in november. De rest van het seizoen werkt hij af bij de Zwitserse eersteklasser Lugano Tigers. Voor het seizoen 2020/21 tekende hij bij het Belgische Okapi Aalst. Aan het einde van het seizoen verliet hij de club en ging spelen voor reeksgenoot Phoenix Brussels.
Eind augustus 2022 tekende hij bij de Franse derdeklasser Tours MB, in oktober 2022 werd zijn contract al ontbonden. Eind februari 2024 tekende hij bij Okapi Aalst voor de rest van het seizoen. Begin november 2024 tekende hij bij de Spaanse tweedeklasser CB Morón.

## Erelijst
- Zwitserse basketbalbeker: 2013
- SBL Cup: 2014
- Afrikaans kampioenschap:  (2013)